# Voormalige stadsdelen van Mainz

Wapenschild Mainz

Wapenschild Wiesbaden

De voormalige stadsdelen van Mainz waren stadsdelen op de rechterrijnoever die tussen 1908 en 1945 tot de stad Mainz behoorden. Het gaat om de stadsdelen Amöneburg, Kastel en Kostheim ten noorden van de monding van de Main en Bischofsheim, Gustavsburg en Ginsheim ten zuiden van de Mainmonding. In de zes stadsdelen woonde weliswaar het kleinere deel van de bevolking van Mainz, maar dit bedroeg wel 53% van de oppervlakte van de stad. Door de grens tussen de Amerikaanse en Franse bezettingszone na de Tweede Wereldoorlog werden deze bij de verdeling van de nieuwe deelstaten toebedeeld aan Groot-Hessen, het huidige Hessen, terwijl het linkergedeelte van de stad in de nieuwe deelstaat Rijnland-Palts kwam te liggen. De stadsdelen ten zuiden van de Mainmonding werden zelfstandige gemeentes in de Kreis Groß-Gerau en de stadsdelen ten noorden van de Mainmonding werden bij de stad Wiesbaden gevoegd.

## Administratieve uitgangspositie
Mainz behoort sinds het Congres van Wenen tot het groothertogdom Hessen dat in 1918 overging in de volksstaat Hessen. Deze staat was in drie provincies opgedeeld en Mainz was de hoofdstad van de provincie Rijn-Hessen (Rheinhessen). De ietwat noordelijker gelegen buurgemeente Wiesbaden, voormalige hoofdstad van Nassau, behoorde daarentegen sinds de Pruisisch-Oostenrijkse Oorlog van 1866/67 tot de Pruisische provincie Hessen-Nassau.

## De zes voormalige stadsdelen
| Wapen                     | Naam         | Fusie met Mainz | Inwoners | Huidige gemeente     | Beschrijving | Foto                     |
| ------------------------- | ------------ | --------------- | -------- | -------------------- | --- | ------------------------ |
| Wapen van Mainz-Amöneburg | Amöneburg    | 1908            | 01.400   | Wiesbaden            | De kleinste en noordelijkste van de zes stadsdelen wordt gedomineerd door de chemische industrie (Albertwerke) en de spoorwegen van het goederenstation Wiesbaden-Ost. | Albertwerke              |

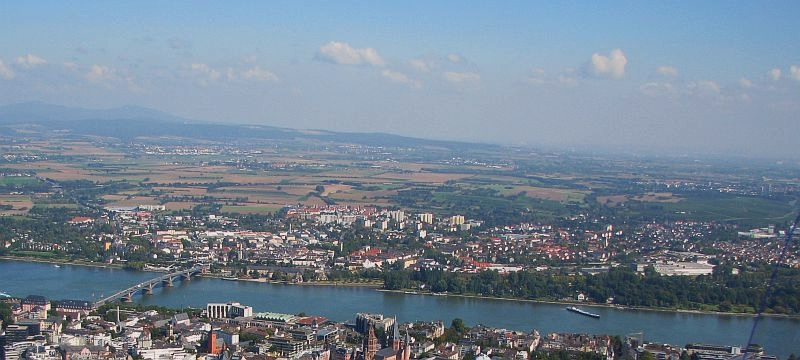
Kastel en Kostheim

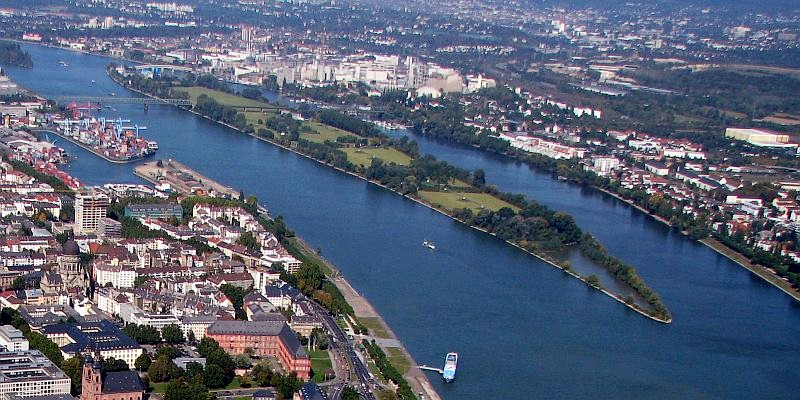
Amöneburg (boven)

Mainz in het groothertogdom Hessen in 1841

| Wapen van Bischofsheim    | Bischofsheim | 1930            | 12.600   | Bischofsheim         | Ook in Bischofsheim domineren industrie en spoorwegen: direct ten oosten ligt de Opelfabriek in Rüsselsheim, en het station Mainz-Bischofsheim is het centrale rangeerterrein voor het gehele Rhein-Main-gebied. | Bahnhof                  |
| Wapen van Ginsheim        | Ginsheim     | 1930            | 08.500   | Ginsheim-Gustavsburg | Het zuidelijkste van de voormalige stadsdelen is voornamelijk een woongebied. De oude Rijnarm met zijn uiterwaarden en eilanden vormen een recreatiegebied. | Ginsheimer Altrhein      |
| Wapen van Gustavsburg     | Gustavsburg  | 1930            | 07.500   | Ginsheim-Gustavsburg | Gustavsburg ontstond tijdens de Dertigjarige Oorlog toen de Zweedse koning Gustaaf II direct aan de monding van de Main een vesting liet optrekken. Vanaf 1860 ontwikkelde de gemeente zich toch een belangrijke industrie- en havenplaats. Over de Südbrücke gaat de spoorweg hier de Rijn over naar het station van Mainz. | Südbrücke und Mainspitze |
| Wapen van Mainz-Kastel    | Kastel       | 1908            | 12.400   | Wiesbaden            | Kastel ligt aan de Rijnoever recht tegenover het historisch centrum (Altstadt) van Mainz en dateert nog van in de Romeinse tijd. Al sinds ongeveer 1800 is Kastel een belangrijke militaire plaats. | Theodor-Heuss-Brücke     |
| Wapen van Mainz-Kostheim  | Kostheim     | 1913            | 14.100   | Wiesbaden            | Kostheim ligt ten noorden van de Mainmonding. Keizer Frederik Barbarossa gaf hier in 1184 een van de grootste feesten van de middeleeuwen (Mainzer Hoftag). | Kostheimer Mainbrücke    |

## Uitbreiding Mainz
Kastel en Amöneburg, die eveneens in het groothertogdom Hessen gelegen waren maar aan de andere kant van de Rijn, werden op 1 april 1908 bij de stad Mainz gevoegd. Kastel ligt recht tegenover de Altstadt van Mainz en is door middel van een brug, waarvan het oudst bekende exemplaar al uit de Romeinse tijd dateert al eeuwenlang met Mainz verbonden.
Amöneburg had een grote chemische industrie en een industriegebied dat naadloos aansloot bij dat van het nabijgelegen Biebrich, echter behoorde deze gemeente tot het hertogdom Nassau. Nadat Biebrich in 1926 opging in Wiesbaden liep de grens tussen beide grootsteden, wat gelijktijdig ook de grens was tussen Pruisen en Hessen, via de Albertstraße die de Chemische Fabrik Kalle uit Biebrich en de Chemische Werke Albert in Amöneburg scheidde. De voormalige landsgrenzen zijn nu enkel nog door deze straat zichtbaar.
Op 1 januari 1913 werd Kostheim, ten noorden van de Mainmonding ook een stadsdeel van Mainz. Op 1 januari 1930 volgden dan nog Ginsheim, Gustavsburg en Bischofsheim, die overgeheveld werden van de provincie Starkenburg naar de provincie Rijn-Hessen. De stad Mainz lag op beide oevers van de Rijn en de monding van de Main lag volledig op grondgebied van Mainz.

## Deling van de stad
Na het einde van de Tweede Wereldoorlog werd het Rijk na aftrek van de oostgebieden in vier bezettingszones verdeeld. In het district Mainz-Wiesbaden werd de Rijn als natuurlijke grens gezien tussen de Franse en Amerikaanse bezettingszone. De geallieerde overwinnaars keken bij de verdeling van Duitsland enkel praktisch en interesseerden zich er weinig voor of nieuwe grenzen een stad in twee deelden. Andere voorbeelden zijn Görlitz, Guben en Frankfurt an der Oder, waarbij een deel van de stad over de rivier zelfs aan Polen afgestaan moest worden. In tegenstelling tot deze steden konden de inwoners van Mainz relatief snel weer tussen beide gebieden reizen.
De militaire regering hertekende de Duitse landkaart wat het einde betekende voor Pruisen en de Volksstaat Hessen. Uit de voormalige Pruisische provincie Keur-Hessen, gedeeltes van de provincie Nassau en het gedeelte van de Volksstaat Hessen aan de rechterkant van de Rijn werd door de Amerikanen de nieuwe staat Groot-Hessen opgericht, het latere Hessen. De Fransen maakten van het overgebleven linkergedeelte van de Volksstaat Hessen en de provincie Nassau, het zuidelijke gedeelte van de Rijnprovincie en de Beierse Palts de nieuwe staat Rijnland-Palts.
De stadsdelen Amöneburg, Kastel en Kostheim werden door de Amerikanen bij de stad Wiesbaden gevoegd. De gebieden aan de andere kant van de Main werden niet bij Wiesbaden gevoegd maar werden terug zelfstandig. Bischofsheim bleef alleen terwijl Ginsheim en Gustavsburg de krachten bundelden als één gemeente.

## Huidige situatie
De stadsdelen van Wiesbaden heten nog steeds Mainz-Kastel, Mainz-Kostheim en Mainz-Amöneburg, al is de naam Wiesbaden-Amöneburg intussen ook in gebruik. Bij de stations is buiten Mainz-Kastel, ook in de andere gemeenten Mainz-Bischofsheim en Mainz-Gustavsburg nog steeds in gebruik. De briefwisseling van Mainz-Kastel en Mainz-Kostheim wordt in verdeelcentrum 55 gedaan, en hoort volgens de postcode bij Mainz. Amöneburg ligt in verdeelcentrum 65, postcode Wiesbaden, en wordt via Mainz-Kastel verdeeld.
De vraag voor een hereniging met de stad Mainz is omstreden en wordt door de bondsstaat Hessen afgewezen. Een wissel van bondsstaat zoals Amt Neuhaus in 1993 lijkt onwaarschijnlijk.